# سفارة تونس في إيطاليا
سفارة تونس في إيطاليا هي التمثيلية الرسمية وسفارة تونس في إيطاليا. تقع السفارة في العاصمة روما، تحديدا في شارع أسمرا.

سفير تونس في إيطاليا هو في نفس الوقت سفير بلاده في قبرص (غير مقيم)، وممثل بلاده الدائم لدى منظمة الأغذية والزراعة والصندوق الدولي للتنمية الزراعية وبرنامج الأغذية العالمي (الواقع مقرهم في روما).

## السفراء
سفراء تونس في إيطاليا هم على التوالي:
| السفير               | تاريخ التعيين                 | تاريخ التعيين | تاريخ تقديم أوراق الاعتماد | تاريخ تقديم أوراق الاعتماد |
| -------------------- | ----------------------------- | ------------- | -------------------------- | -------------------------- |
| المنذر بن عمار       | 1 يوليو 1956                  | [ 3 ]         |                            |                            |
| الحبيب بورقيبة الابن | أكتوبر 1957 (حتى نوفمبر 1958) |               |                            |                            |
| حسيب بن عمار         | 1969                          |               |                            |                            |
| أحمد نور الدين       | 1970 (حتى 1972)               |               |                            |                            |
| حامد عمار            | 5 مايو 1980                   | [ 4 ]         |                            |                            |
| إبراهيم التركي       | 24 سبتمبر 1981                | [ 5 ]         |                            |                            |
| محمد الصياح          | 3 فبراير 1984                 | [ 6 ]         |                            |                            |
| أحمد بنور            | 19 سبتمبر 1984                | [ 7 ]         |                            |                            |
| صلاح الدين بن مبارك  | 16 أغسطس 1989                 | [ 8 ]         |                            |                            |
| نور الدين حشاد       | يناير 1993                    |               |                            |                            |
| أحمد فريعة           | 25 ديسمبر 1995 (حتى 1997)     |               |                            |                            |
| محمد جغام            | 30 مارس 2001 (حتى ؟)          |               |                            |                            |
| الحبيب عاشور         | 13 أبريل 2009                 | [ 9 ]         |                            |                            |
| الناصر المستيري      | 5 سبتمبر 2011                 | [ 10 ]        |                            |                            |
| معز السيناوي         | 13 أكتوبر 2016                | [ 11 ]        |                            |                            |

## القنصليات
إلى جانب سفارتها، تملك تونس التمثيلات الدبلوماسية التالية:
- قنصلية عامة في ميلانو
- أربع قنصليات في نابولي وروما وجنوة وباليرمو
- قنصلية عامة فخرية في فلورنسا

## مقالات ذات صلة
- العلاقات الإيطالية التونسية
- سفارة إيطاليا في تونس